# José Antonio Hermida
José Antonio Hermida Ramos (Puigcerdà, 24 agosto 1978) è un mountain biker e ciclocrossista spagnolo, che corre per la squadra Multivan Merida Biking Team. È stato campione del mondo nel cross country nel 2010. Nel 2004 fu medaglia d'argento ai Giochi di Atene 2004 ed è giunto quarto ai Giochi di Sydney 2000, sempre nell cross country.

## Palmarès

### Cross
- 2006-2007

Campionati spagnoli
- 2007-2008

Campionati spagnoli
- 2009-2010

Cyclo-cross International Ciudad de Valencia (Valencia)
- 2011-2012

Cyclo-cross International Ciudad de Valencia (Valencia)

### MTB
- 1996

Campionati del mondo, Cross country Juniors (Cairns)
- 1999

Campionati del mondo, Team relay (Åre)
- 2000

Campionati del mondo, Team relay (Sierra Nevada)
Campionati del mondo, Cross country Under-23 (Sierra Nevada)
- 2001

1ª prova Coppa del mondo, Cross country (Napa Valley)
- 2002

Campionati europei, Cross country
- 2004

Campionati europei, Cross country
- 2005

Campionati del mondo, Team relay (Livigno)
6ª prova Coppa del mondo, Cross country (Balneário Camboriú)
- 2007

Campionati europei, Cross country
1ª prova Coppa del mondo, Cross country (Houffalize)
- 2009

1ª prova Coppa del mondo, Cross country (Pietermaritzburg)
8ª prova Coppa del mondo, Cross country (Schladming)
- 2010

Campionati del mondo, Cross country (Mont-Sainte-Anne)
2ª prova Coppa del mondo, Cross country (Houffalize)

## Piazzamenti

### Competizioni mondiali
- Coppa del mondo

2001 - Cross country: 2º
2002 - Cross country: 10º
2003 - Cross country: 4º
2004 - Cross country: 3º
2005 - Cross country: 2º
2006 - Cross country: 3º
2007 - Cross country: 2º
2008 - Cross country: 3º
2009 - Cross country: 2º
2010 - Cross country: 5º
- Campionati del mondo

Cairns 1996 - Cross country Juniors: vincitore
Château-d'Œx 1997 - Cross country Under-23: 7º
Åre 1999 - Cross country Under-23: 8º
Åre 1999 - Team relay: vincitore
Sierra Nevada 2000 - Cross country U23: vincitore
Sierra Nevada 2000 - Team relay: vincitore
Vail 2001 - Cross country: 10º
Vail 2001 - Team relay: 3º
Livigno 2005 - Cross country: 3º
Livigno 2005 - Team relay: vincitore
Fort William 2007 - Cross country: 10º
Canberra 2009 - Cross country: 4º
Mont-Sainte-Anne 2010 - Cross country: vincitore
Sankt Wendel 2010 - Marathon: 6º
Pietermaritzburg 2013 - Cross country: 3º
- Campionati del mondo di ciclocross

Hooglede 2007: 10º
Treviso 2008: 4º
Hoogerheide 2009: 4º
Tábor 2010: vincitore
Sankt Wendel 2011: 6º
- Giochi olimpici

Sydney 2000 - Cross country: 4º
Atene 2004 - Cross country: 2º
Pechino 2008 - Cross country: 10º
Londra 2012 - Cross country: 4º